# Hummel
Hummel е германско самоходно артилерийско оръдие, базирано на шасито Geschützwagen III/IV и въоръжено със 150 мм гаубица.
Използвано е от Вермахта по време на Втората световна война от края на 1942 г. до края на войната. Към днешна дата са оцелели шест бройки от машината, всичките музейни експонати.
Пълното означение е Panzerfeldhaubitze 18M auf Geschützwagen III/IV (Sf) Hummel (Sd.Kfz. 165). На 27 февруари 1944 г. Хитлер нарежда името Hummel (от немски: пчела) да бъде свалено, тъй като го счита за неподходящо за бойна машина.

## Разработка
Hummel е проектиран през 1942 г., след като се проявява нуждата за мобилна артилерийска поддръжка за танковите войски по време на операция „Барбароса“. Наличната към този момент самоходна артилерия във Вермахта се оказва с ограничени възможности.
Първата разгледана възможност е да се сложи гаубица 10,5-cm leFH 18 върху шаси на Panzer III, но тя е отхвърлена в полза на същото оръдие, но върху шаси на Panzer IV. Построен е един прототип.
Проектът е отхвърлен в полза на по-мощната гаубица 15-cm sFH 18 върху специално проектиран Geschützwagen III/IV, който комбинира елементи на Panzer III (управление и кормилна система) и Panzer IV (окачване и двигател). Същото шаси се използва и при Nashorn.
Двигателят е преместен в центъра на превозното средство, за да се направи място за леко бронирано бойно отделение с открит покрив в задната част, което да приютява екипажа и оръдието. По-късните модели има малко променено отделение на водача и предна структура, предлагаща повече място за радио оператора и водача.

## Варианти
Тъй като основния Hummel може да носи само ограничено количество амуниции, се налага разработването на Munitionsträger Hummel. Той представлява стандартен Hummel, но без гаубицата и със специални места за поставяне на амунициите. При нужда, те пак могат да се снабдят с 15-cm гаубица от обикновения Hummel.
Към края на войната са произведени 714 Hummel, заедно със 150 носачи на амуниции със същия дизайн.

## Бойна употреба
Hummel за пръв път участва в мащабен бой при Курск, когато около 100 участват в бронирани артилерийски батальони (Panzerartillerie Abteilungen) на танковите дивизии. Те са сформирани в отделни тежки самоходни артилерийски батареи, като всяка от тях има по шест Hummel и един носач на амуниции.